# Masserano
Masserano é uma comuna italiana da região do Piemonte, província de Biella, com cerca de 2.313 habitantes. Estende-se por uma área de 27 km², tendo uma densidade populacional de 86 hab/km². Faz fronteira com Brusnengo, Buronzo (VC), Casapinta, Castelletto Cervo, Curino, Lessona, Rovasenda (VC).

## Demografia
| Variação demográfica do município entre 1861 e 2011                               |
|                                                                                   |
| Fonte: Istituto Nazionale di Statistica (ISTAT) - Elaboração gráfica da Wikipedia |